# Sinuspiroidea
De Sinuspiroidea zijn een superfamilie van uitgestorven weekdieren uit de klasse van de Gastropoda (slakken).

## Families
- † Sinuspiridae Mazaev, 2011